# Yprande
Yprande (Ypande).- jedno od plemena američkih Indijanaca, vjerojatno iz grupe Tonkawan, koje je poznati jedino po podatku da su do 1762. bili naseljeni na teksaškoj misiji San Antonio de Valero, gdje su bila smještena i druga plemena Tonkawa. Ostalo je o njima nepoznato. Margery H. Krieger dopušta mogućnost da pripadaju i porodici Coahuiltecan, danas se ipak spominju u vezi s Tonkawama. Po imenu poznat je pripadnik ovog plemena bio Francisco del Norte, koji je služio kao prevoditelj između Španjolaca i Apača. 

## Vanjske poveznice
- Yprande Indians